# Emoia ahli
Espèce
Synonymes
- Lygosoma ahli Vogt, 1932

Emoia ahli est une espèce de sauriens de la famille des Scincidae.

## Répartition
Cette espèce est endémique de Nouvelle-Guinée. Elle se rencontre en Papouasie-Nouvelle-Guinée et en Nouvelle-Guinée occidentale en Indonésie.

## Étymologie
Cette espèce est nommée en l'honneur d'Ernst Ahl.

## Publication originale
- Vogt, 1932 : Beitrag zur Reptilienfauna der ehemaligen Kolonie Deutsch-Neuguinea. Sitzungsberichte der Gesellschaft Naturforschender Freunde zu Berlin, vol. 5-7, p. 281-294.